# Kamienica przy ulicy Szajnochy 11 we Wrocławiu
Kamienica przy ulicy Szajnochy 11 – zabytkowa kamienica znajdująca się przy ulicy Karola Szajnochy 11 oraz ul. Kazimierza Wielkiego we Wrocławiu.

## Historia i architektura kamienicy

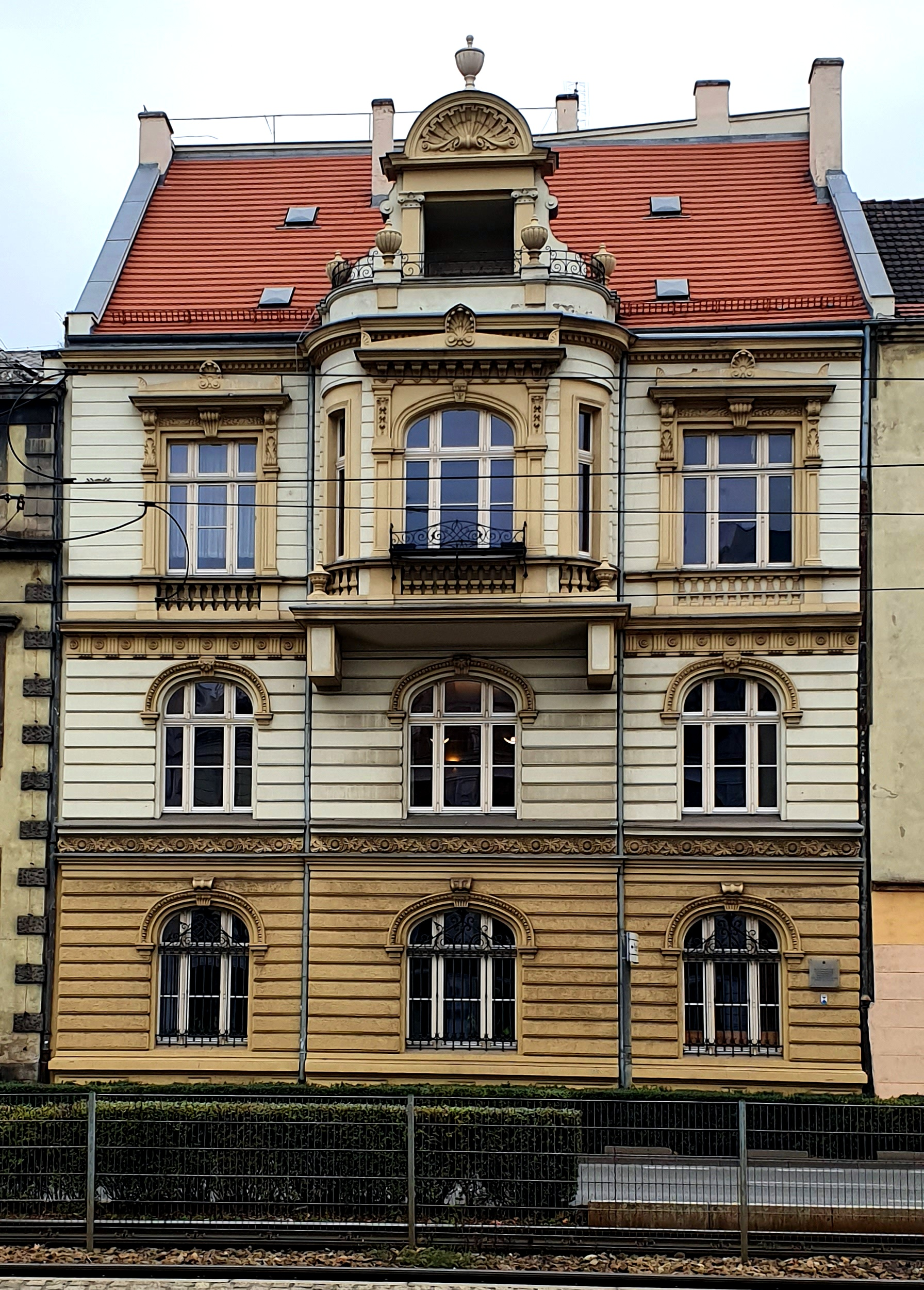
Elewacja południowa widoczna od ulicy Kazimierza Wielkiego

Kamienica zajmuje działkę między ulicą Szajnochy a ul. Kazimierza Wielkiego. Obecna forma architektoniczna fasady została nadana w 1890 roku przez mistrza murarskiego Adolfa Kasnera na zlecenie kupca i właściciela posesji A. Gräbscha. Przebudowana dotychczas klasycystycznej kamienicy nadała jej nowe formy miejskiego pałacu, 3-skrzydłowego z wewnętrznym dziedzińcem o dwóch elewacjach o cechach eklektycznych z przewagą neorenesansu francuskiego. Kamienica od strony ulicy Szajnochy jest pięciokondygnacyjna, sześcioosiowa. Od lewej strony dwie osie obejmuje pseudoryzalit będący tłem dla dwukondygnacyjnego wykuszu zawieszonego na wysokości trzeciej i czwartej kondygnacji. W drugiej osi od lewej strony umieszczone jest wejście do budynku; w skrajnej prawej osi znajduje się brama wjazdowa, pierwotnie przejazdowa. Całość nakryta jest pulpitowym dachem.  
Od ulicy Kazimierza Wielkiego elewacja jest trzyosiowa, trzykondygnacyjna z wysokim dachem kalenicowym. W centralnej osi na wysokości trzeciej kondygnacji znajduje się jednokodnygnacyjny wykusz. W części parterowej zaplanowano pierwotnie magazyny oraz biuro. W drugim trakcie znajduje się klatka schodowa prowadząca do mieszkań na wyższe kondygnacje.           

## Po 1945 roku
W 2009 roku kamienica została wyremontowana wg projektu Stefana Zalewskiego. Zachowano historyczny wystrój kamienicy wraz z dekoracjami sztukatorskimi sufitów i żeliwnymi kolumienkami.